# مینی‌ون

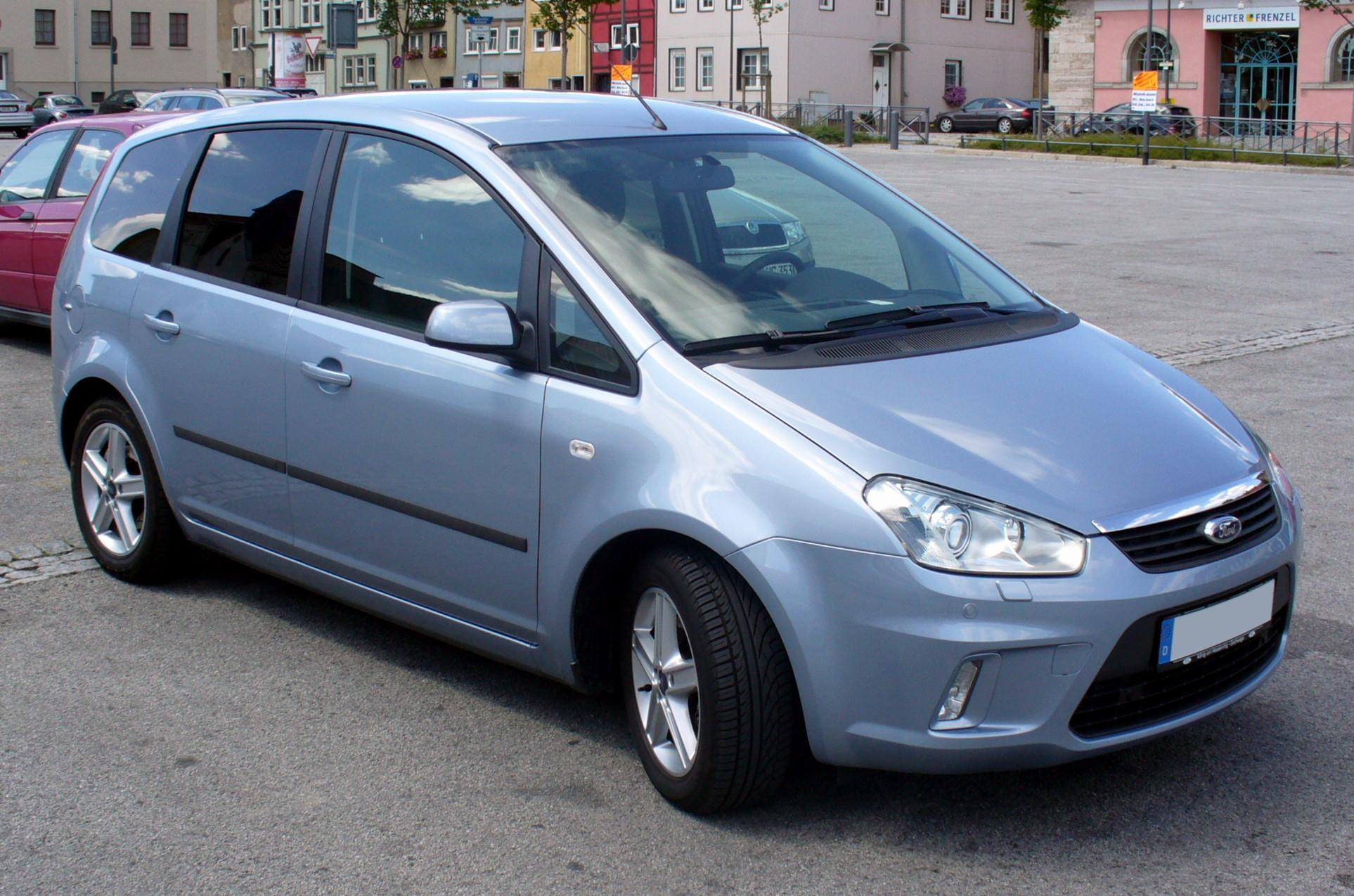
فورد سی-مکس (۲۰۰۷ میلادی)

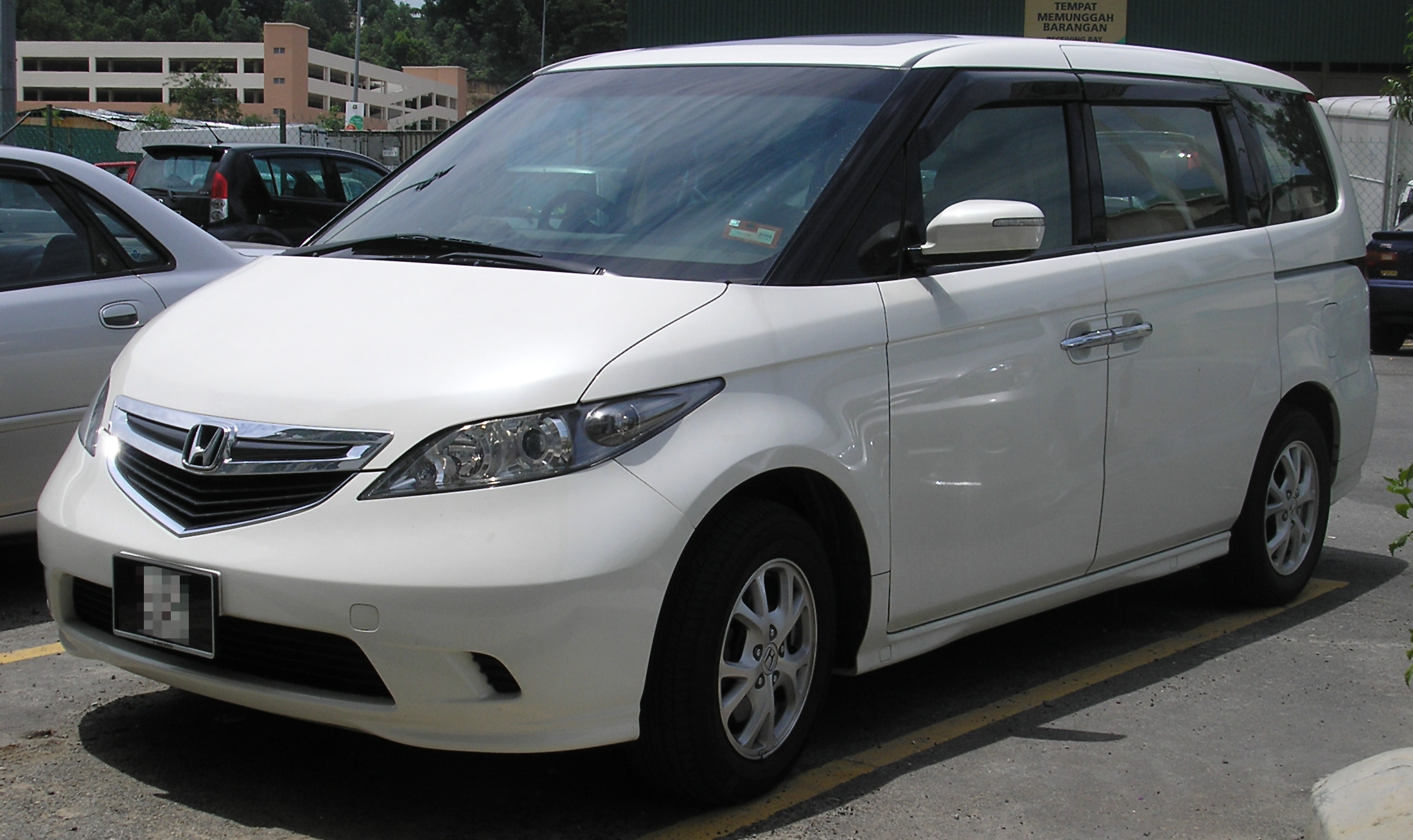
هوندا الیشن

مینی‌ون،خودروی چندمنظوره(ام‌پی‌وی) یا خودروی چند فایده (ام‌یووی)، گونه‌ای از خودرو است که از لحاظ ظاهری شبیه به خودروهای ون است و برای حمل و انتقال افراد طراحی شده است. مینی‌ون‌ها، بلندتر از گونه‌های سدان، هاچ بک و استیشن واگن هستند و برای فضای داخلی بیشتر طراحی شده است.

## اصطلاحات مورد استفاده
کلمه مینی‌ون، برای نخستین بار در آمریکای شمالی ابداع شد؛ زیرا این گونه خودروها به اندازه قابل توجهی، کوچکتر و آیرودینامیکتر از ون‌های مسافری مورد استفاده در آمریکای شمالی بود.
در کشورهای انگلیسی زبان، از اصطلاحات مختلفی برای این گونه خودرو استفاده می‌شود. در اروپا و هند، از اصطلاح خودروی چند منظوره (ام‌پی‌وی) استفاده می‌گردد؛ توصیفی کلی از این خودرو بدون اشاره به اندازه آن. کلمه مینی ام‌پی‌وی، از کلمه سوپرمینی گرفته شده است؛ کامپکت ام‌پی‌وی هم در پایهٔ خانواده خودروهای کوچک و لارج ام‌پی‌وی، در پایهٔ خانواده خودروهای بزرگ قرار دارد.

## نگارخانه

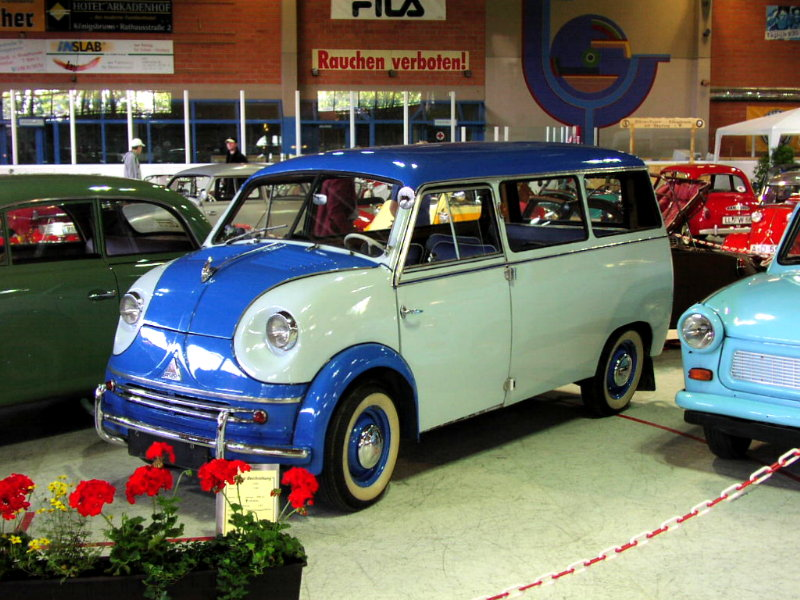
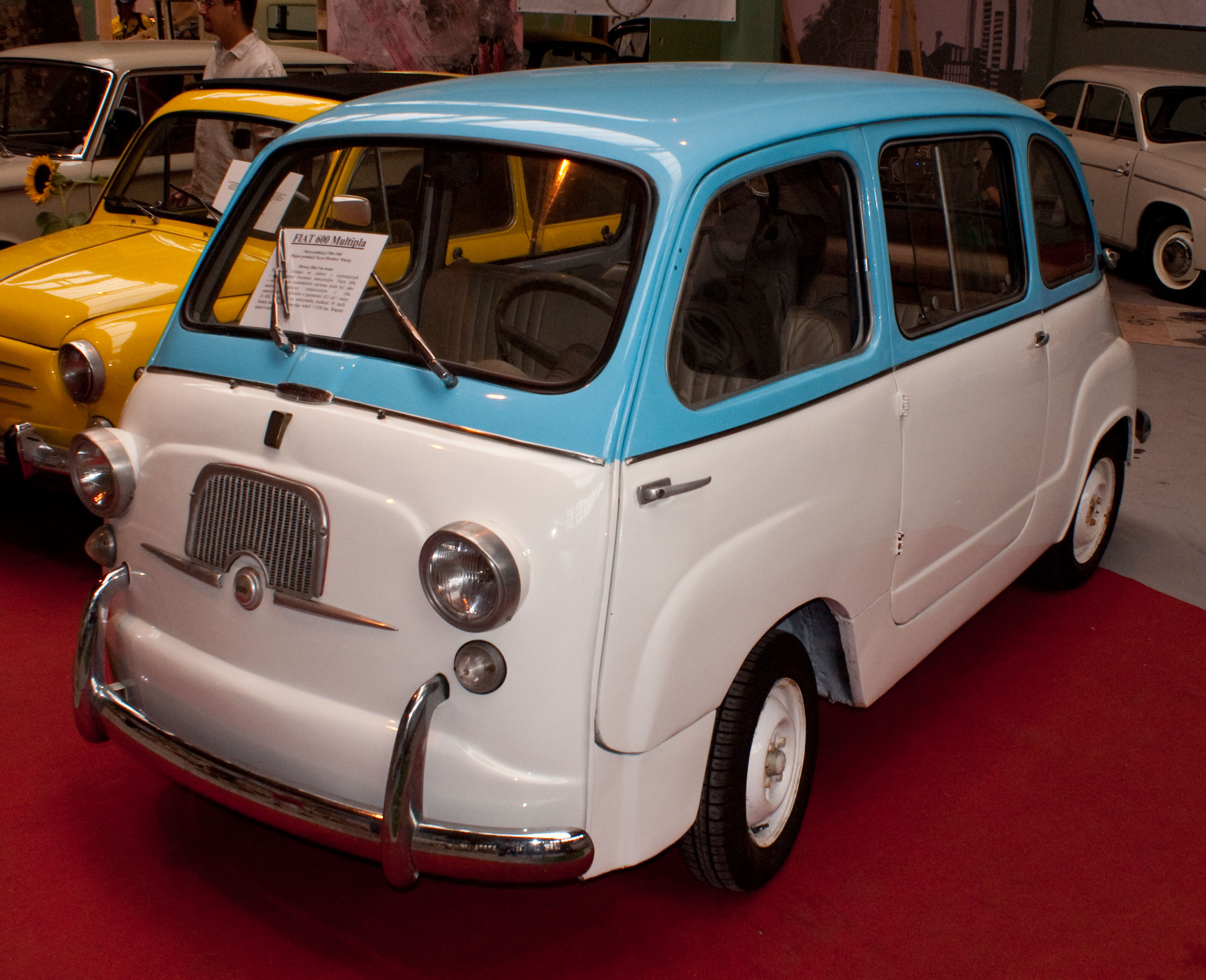
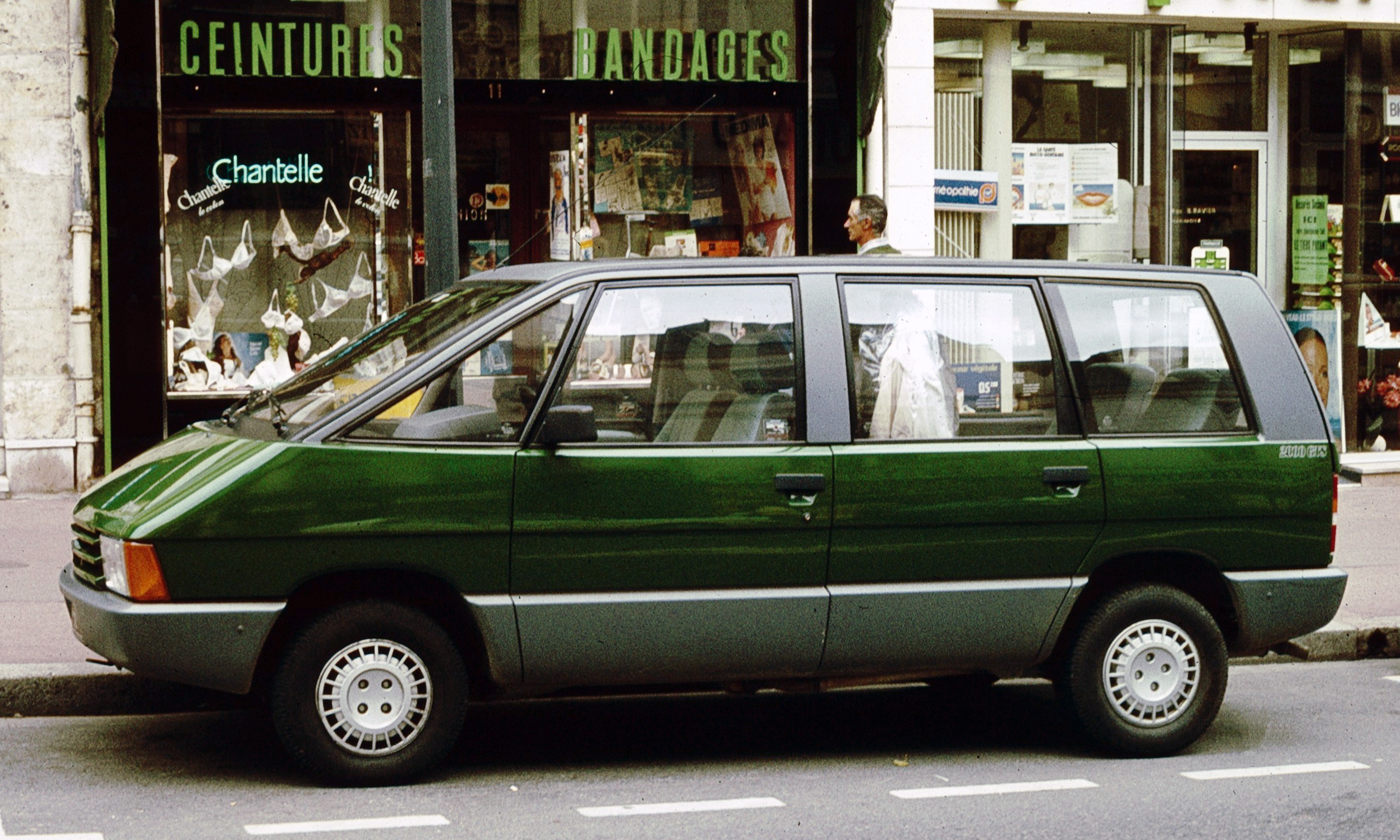
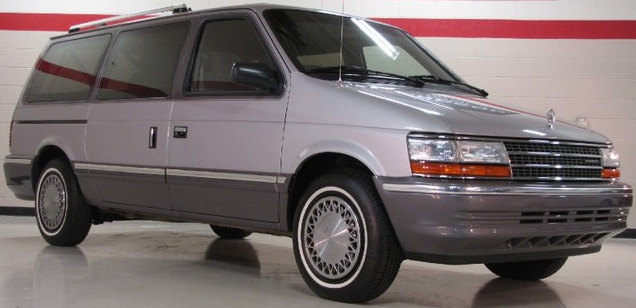
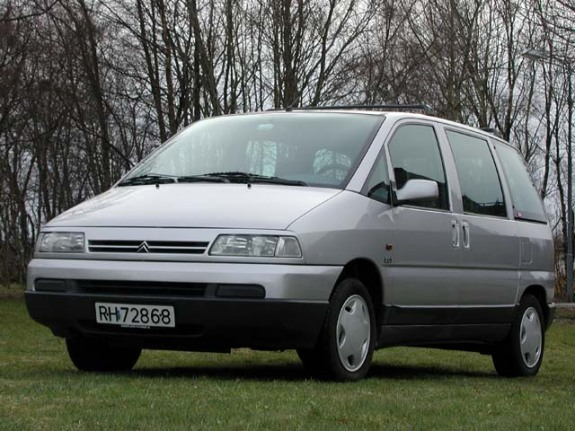
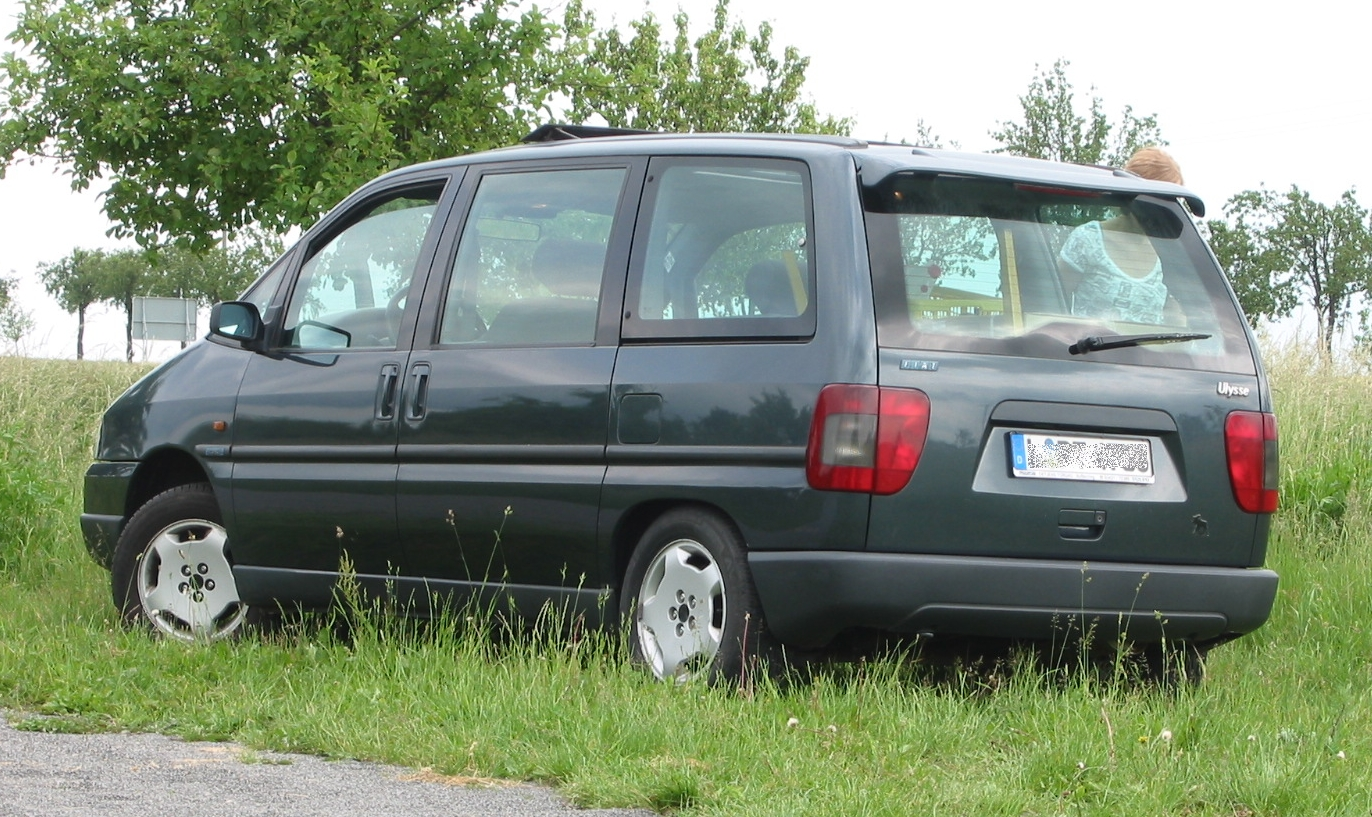
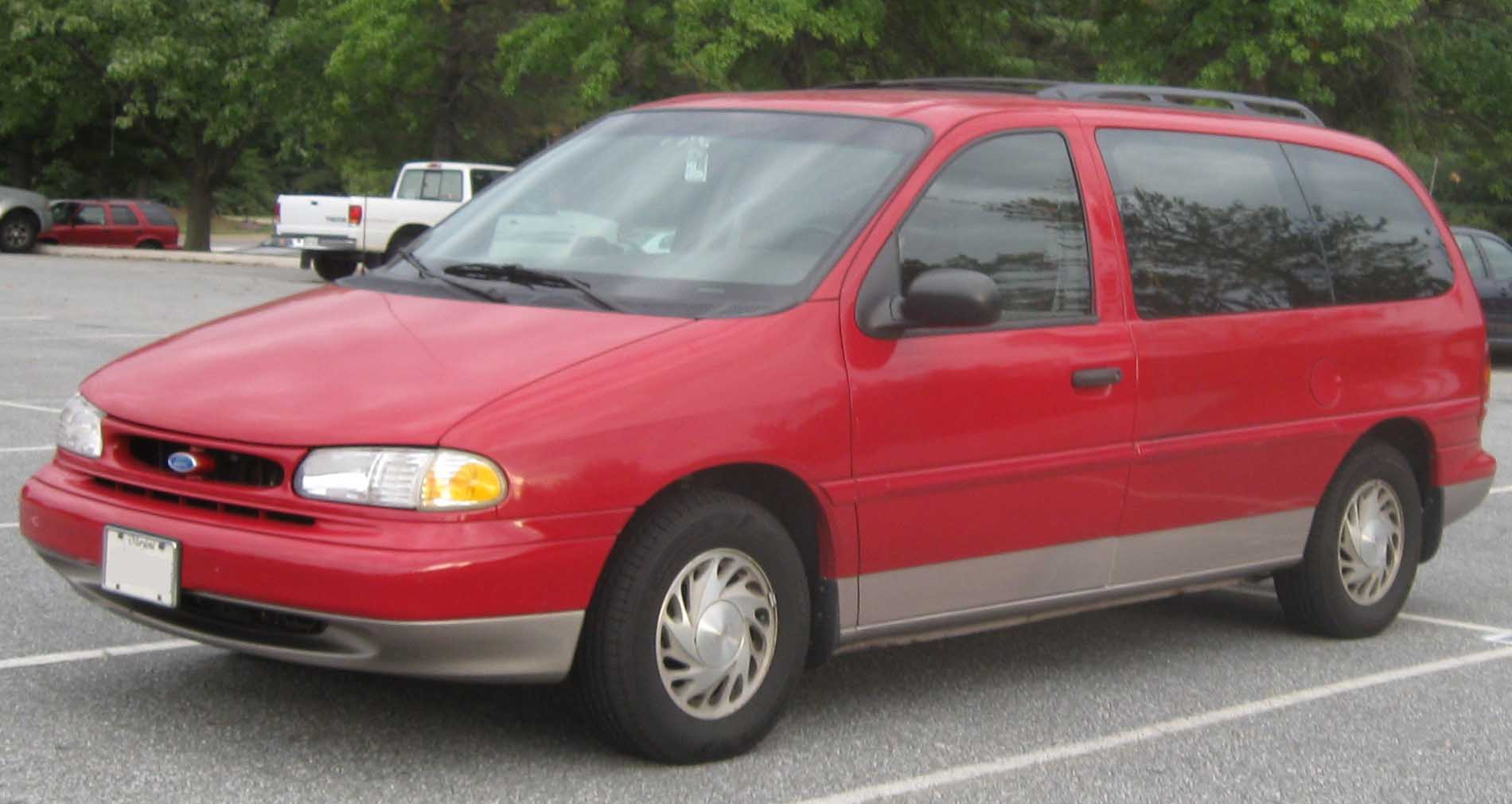
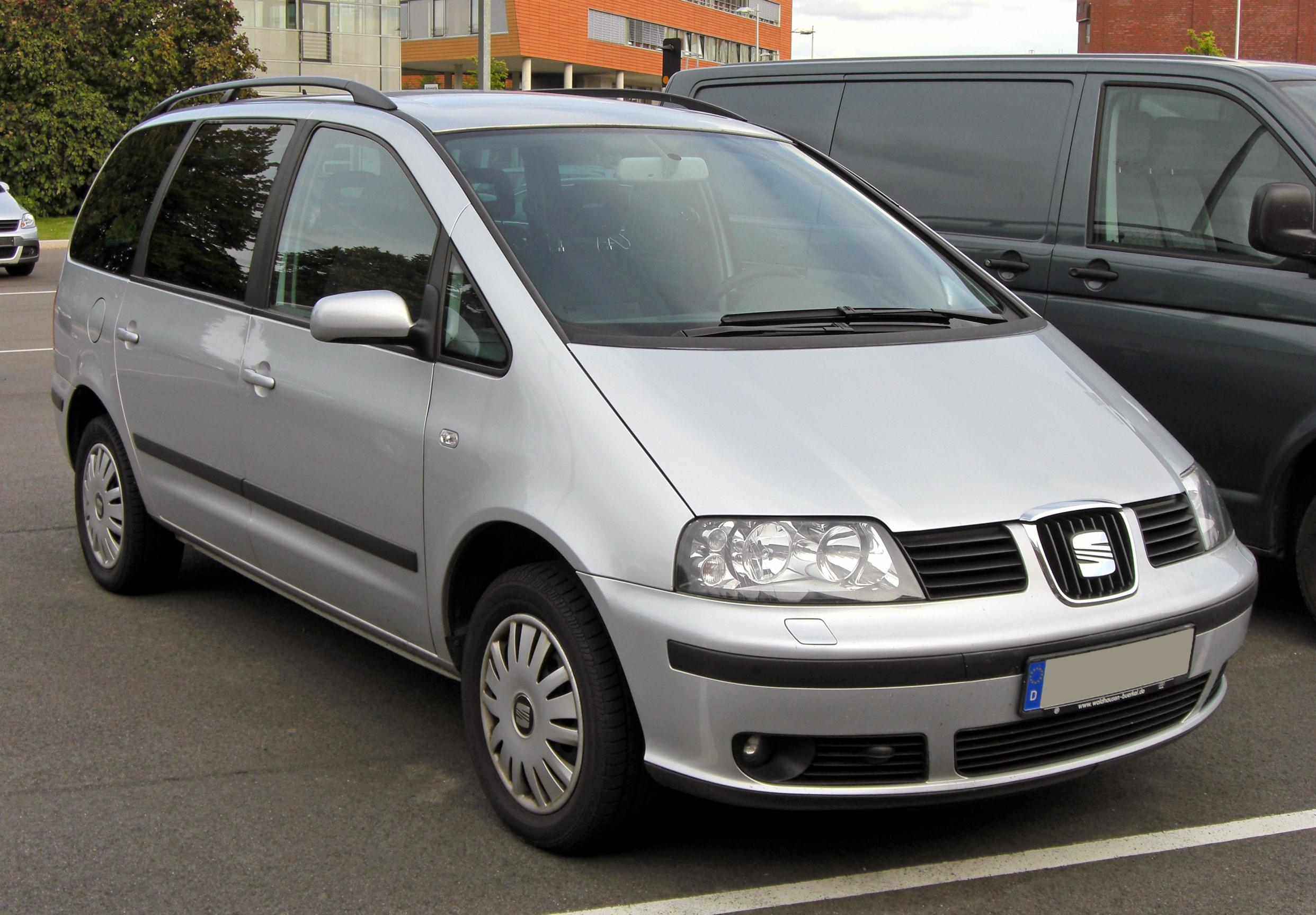
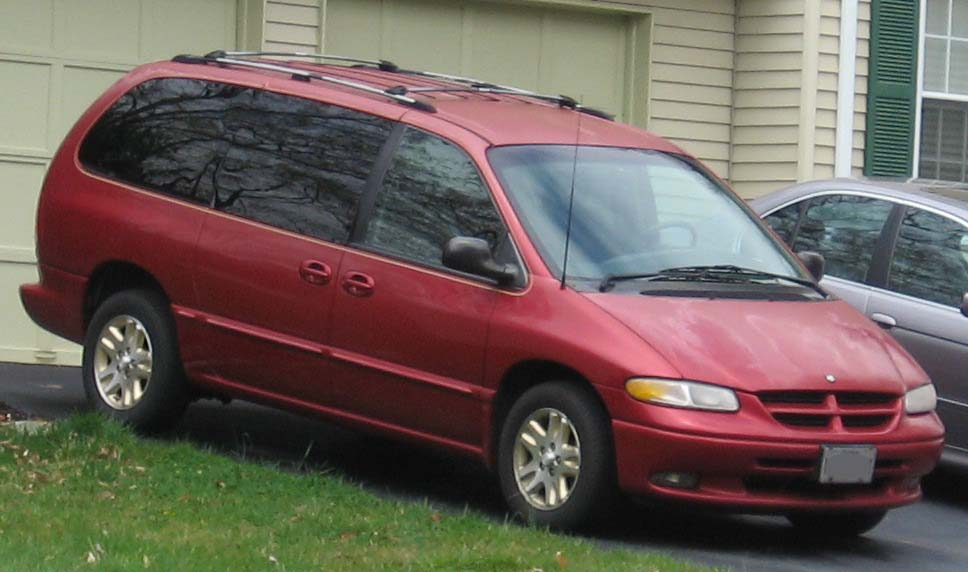
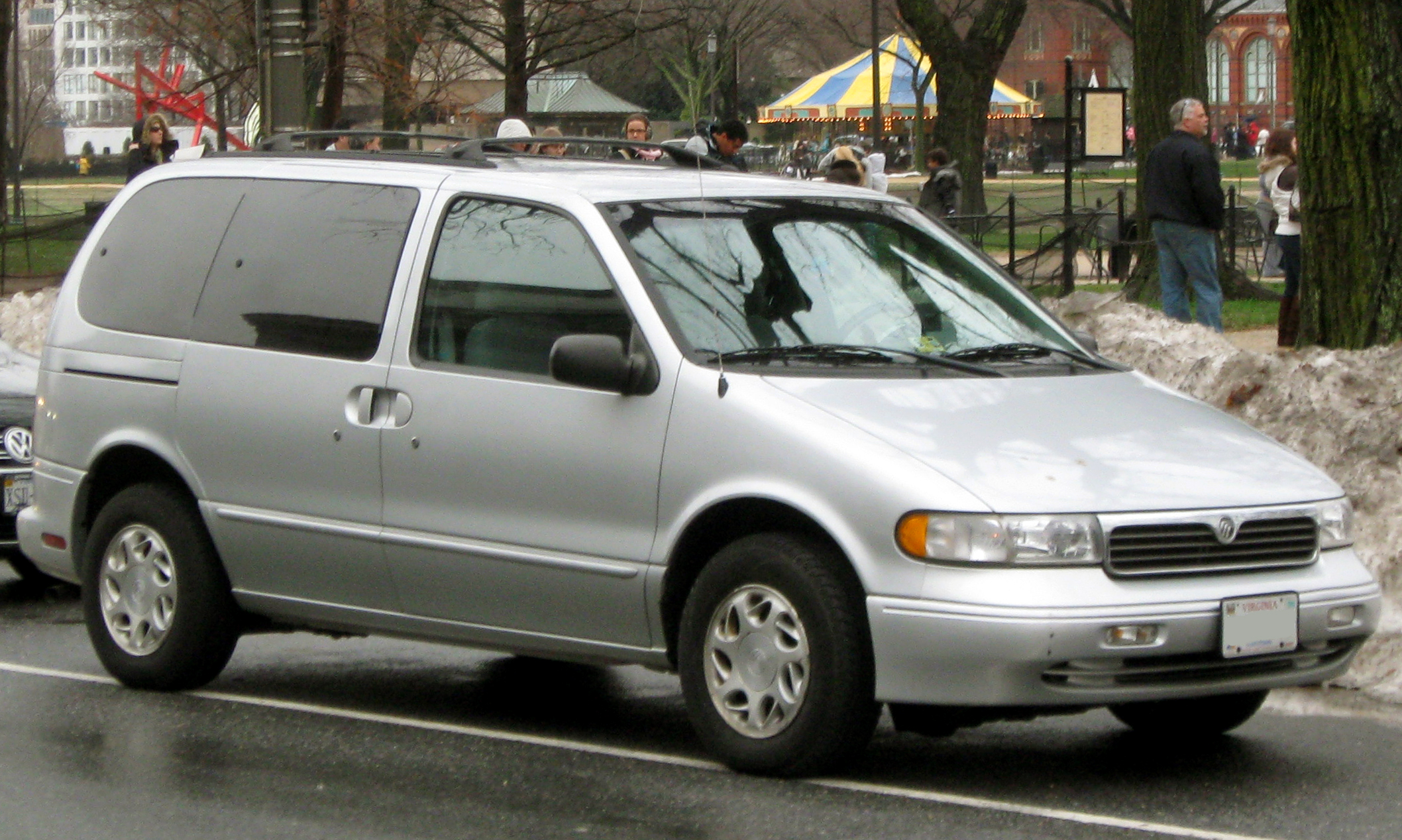
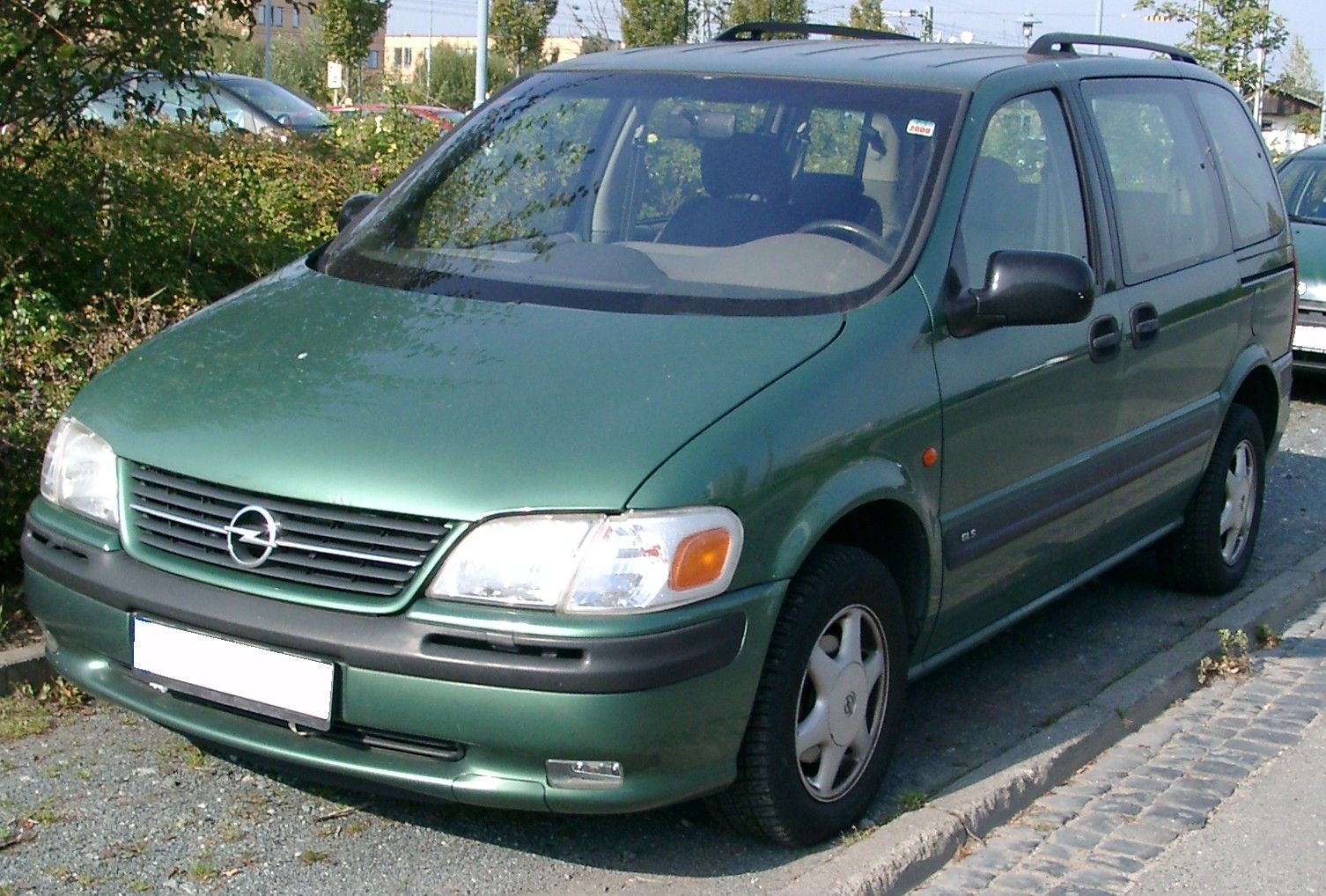
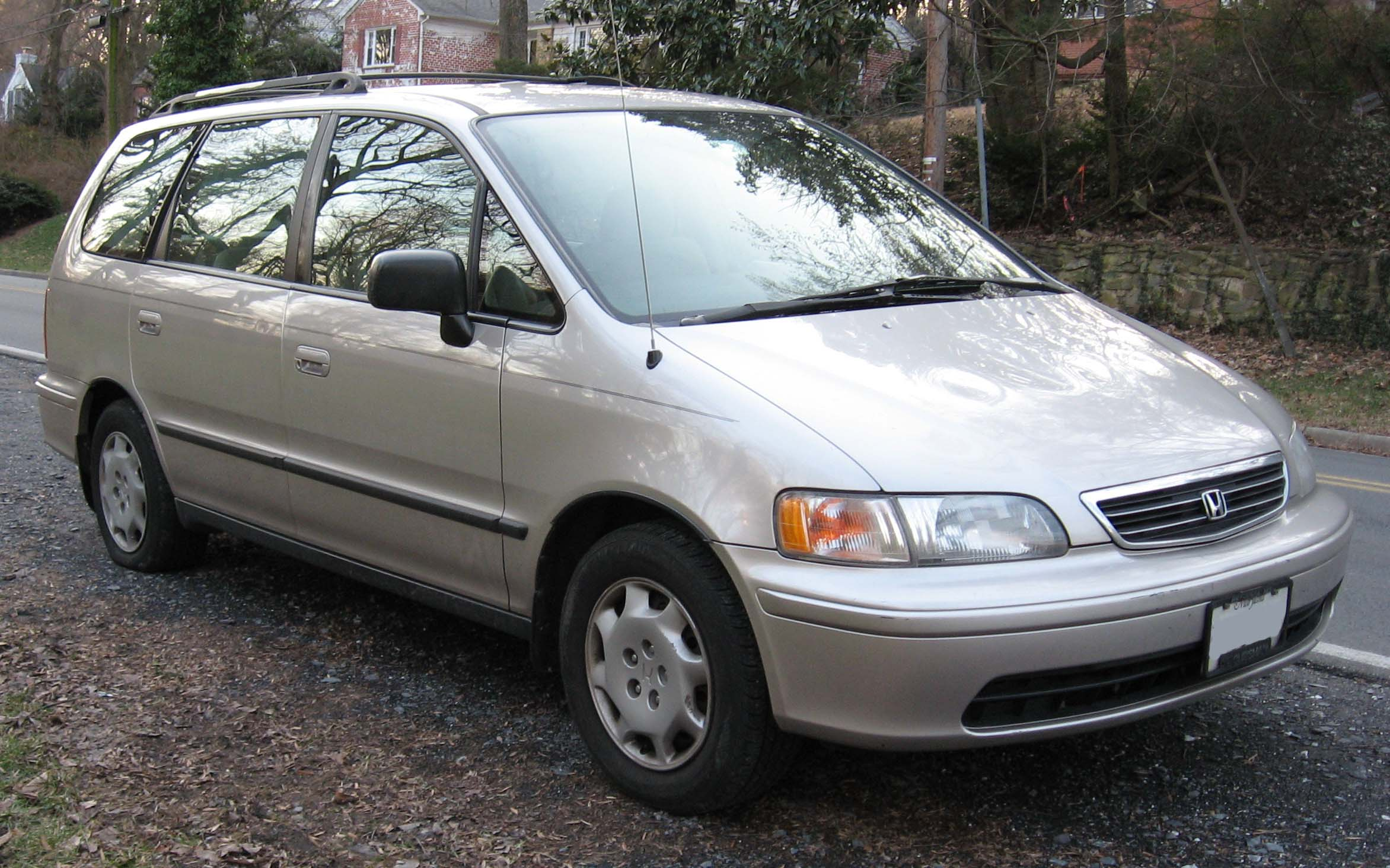
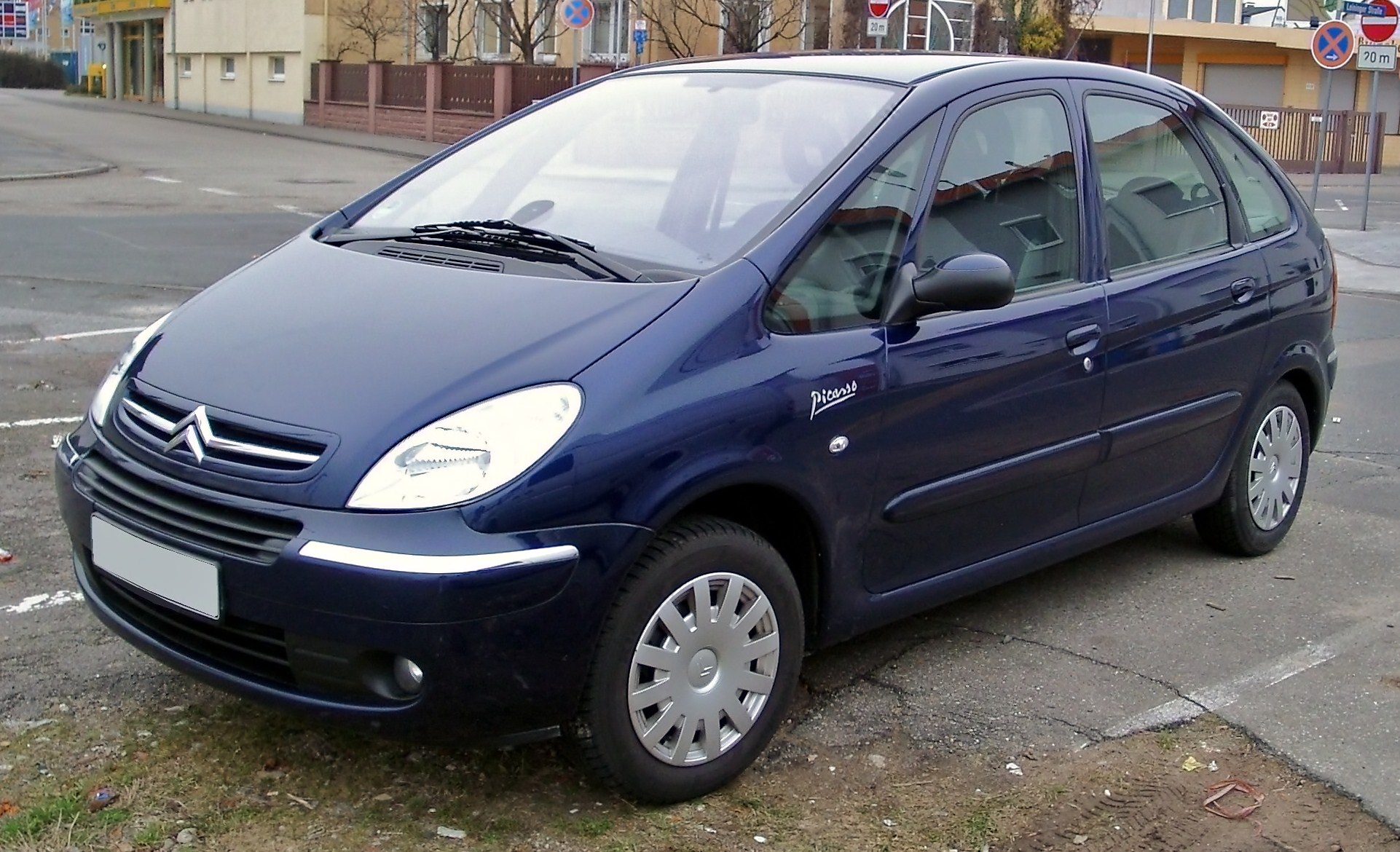
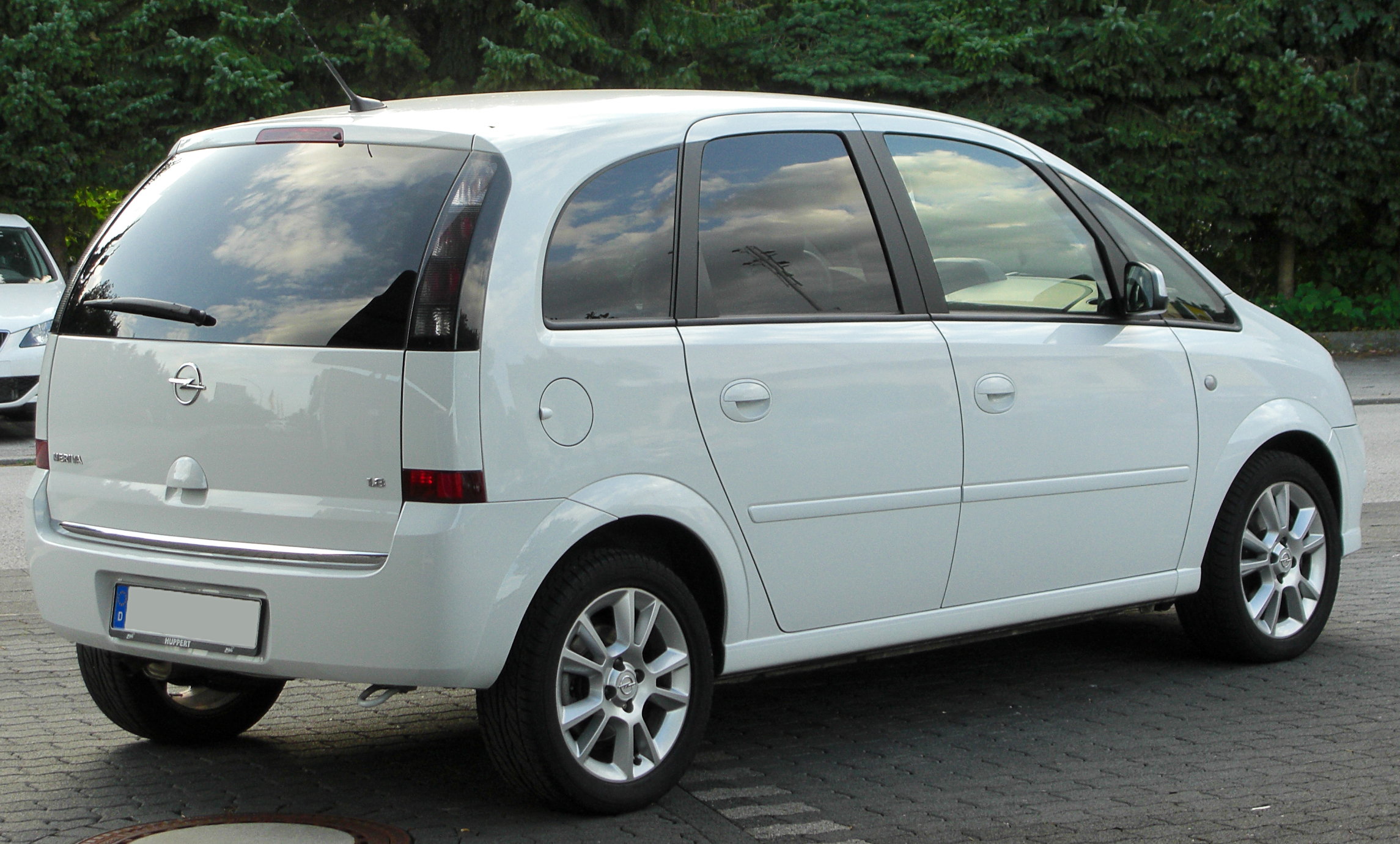
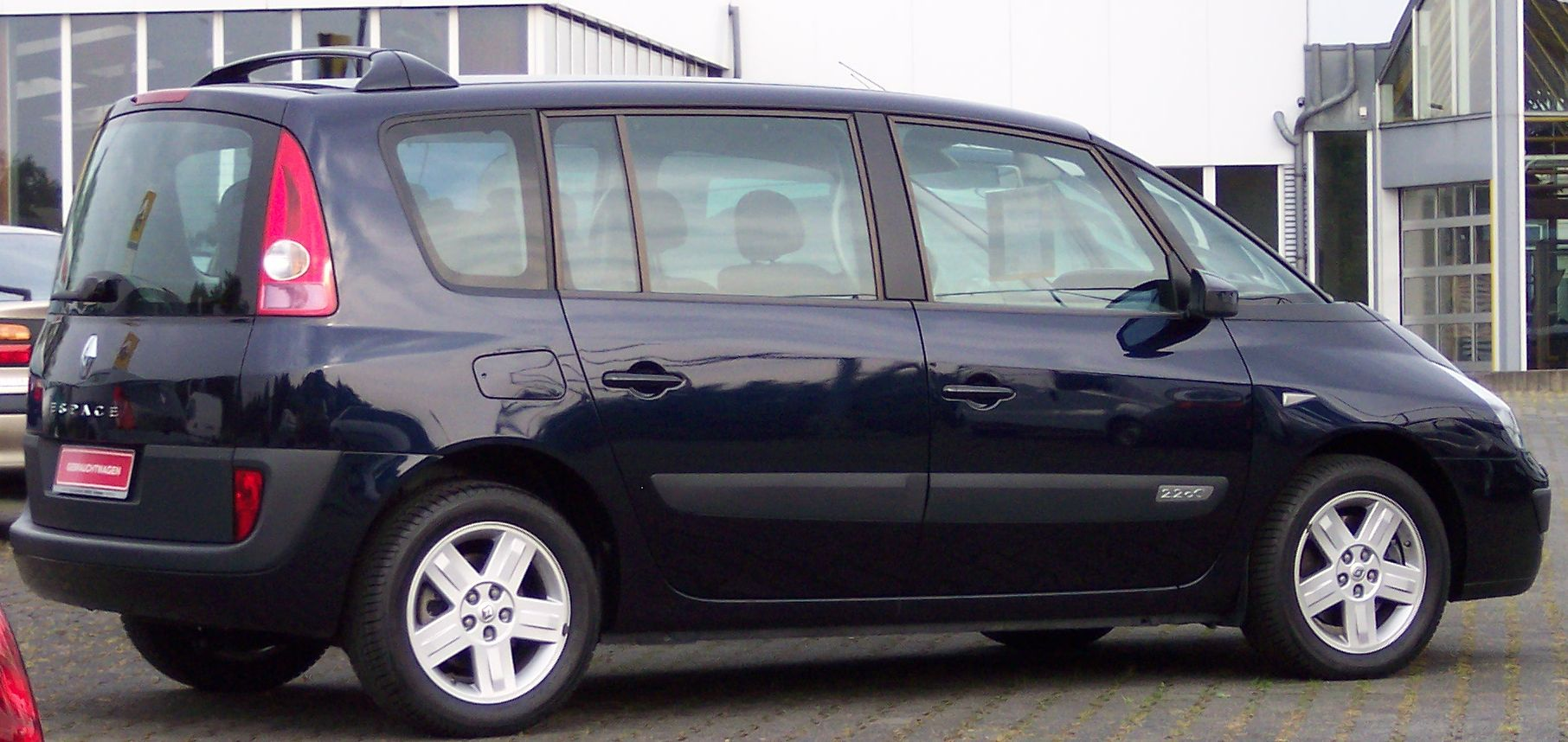
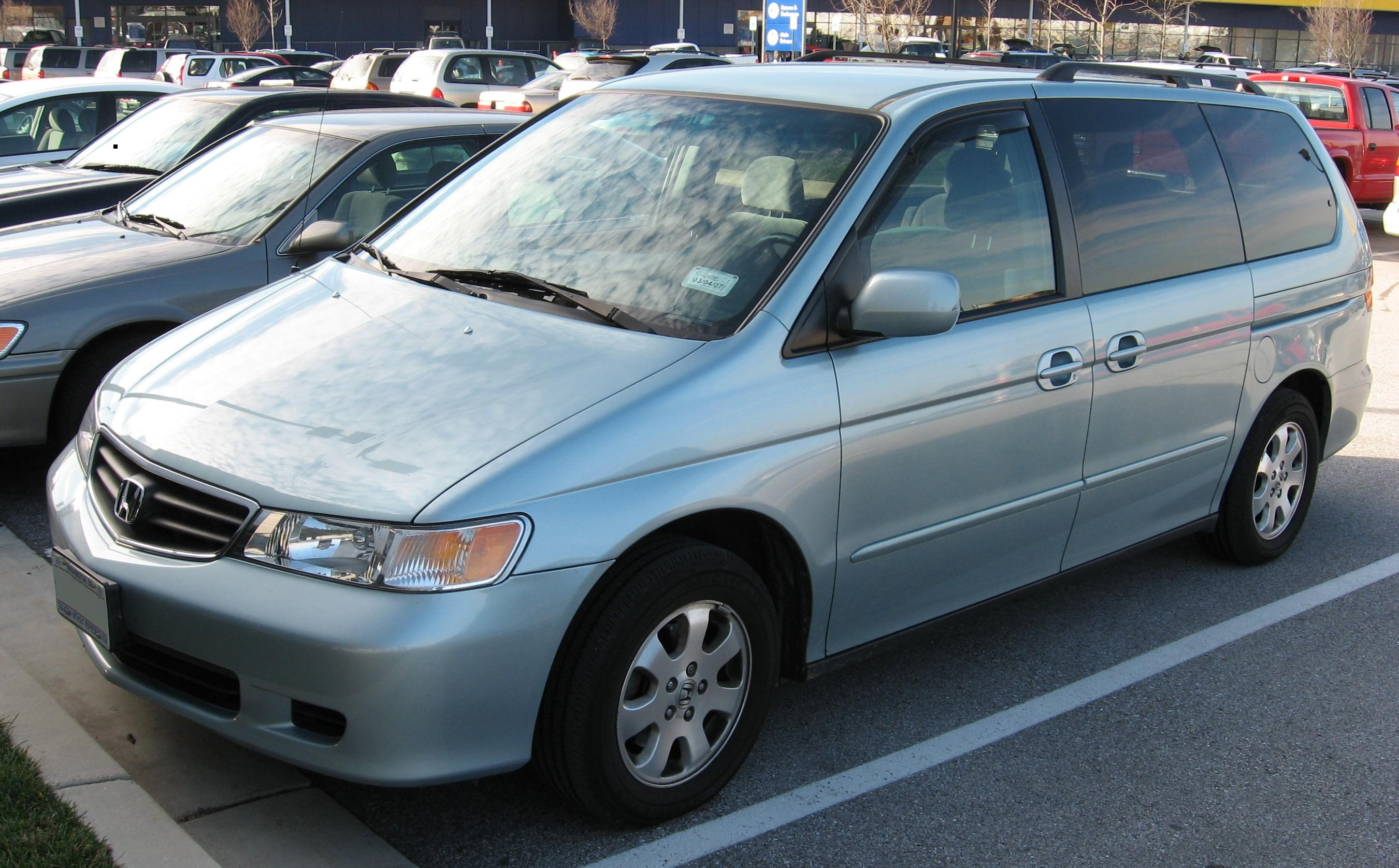
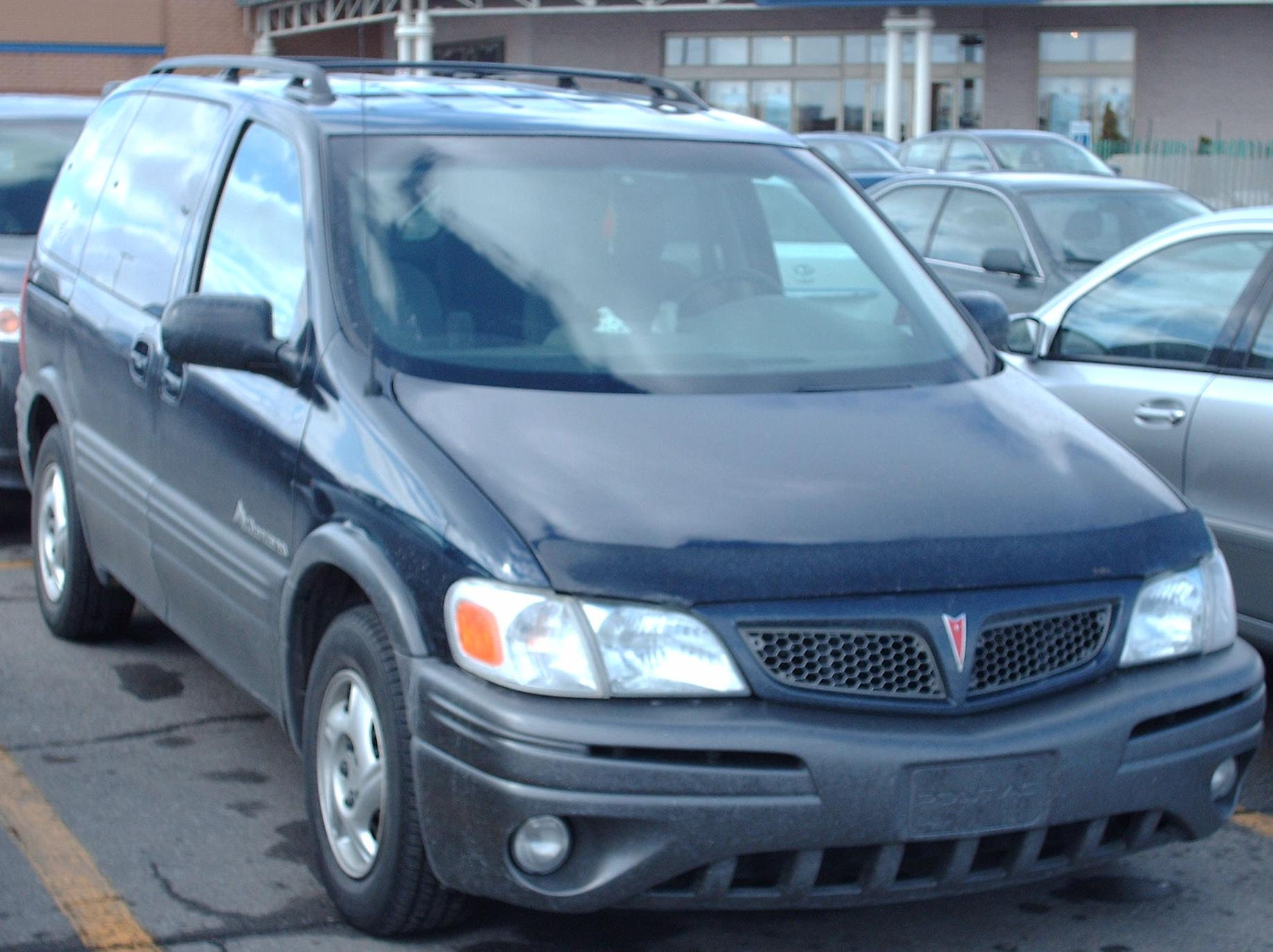
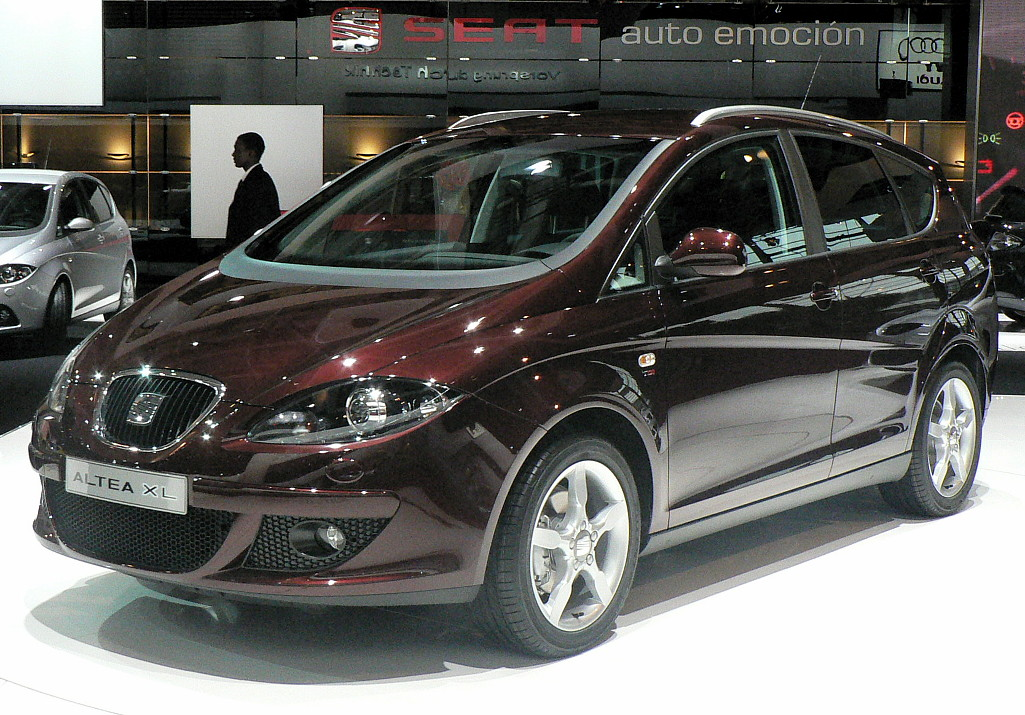
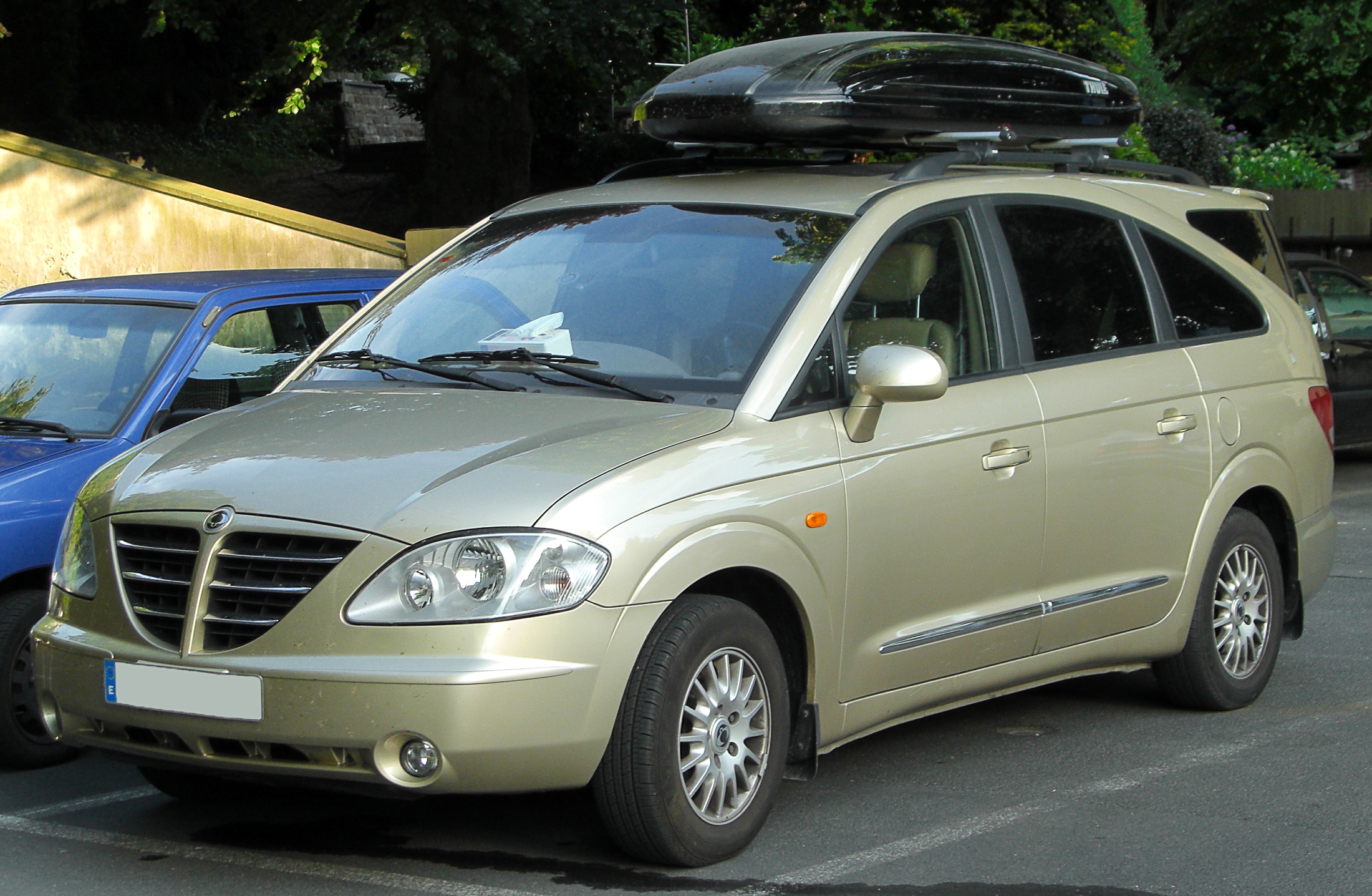
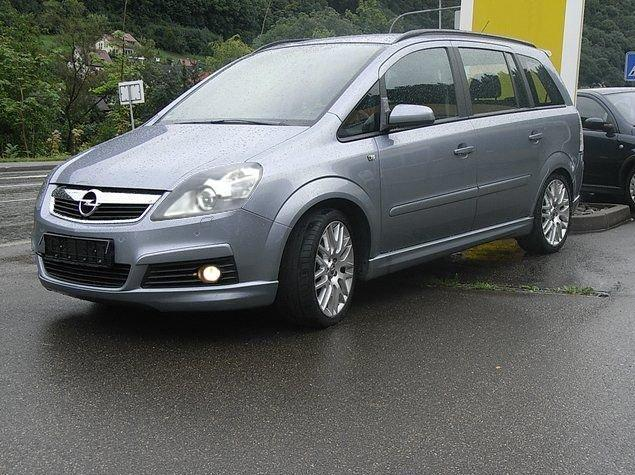
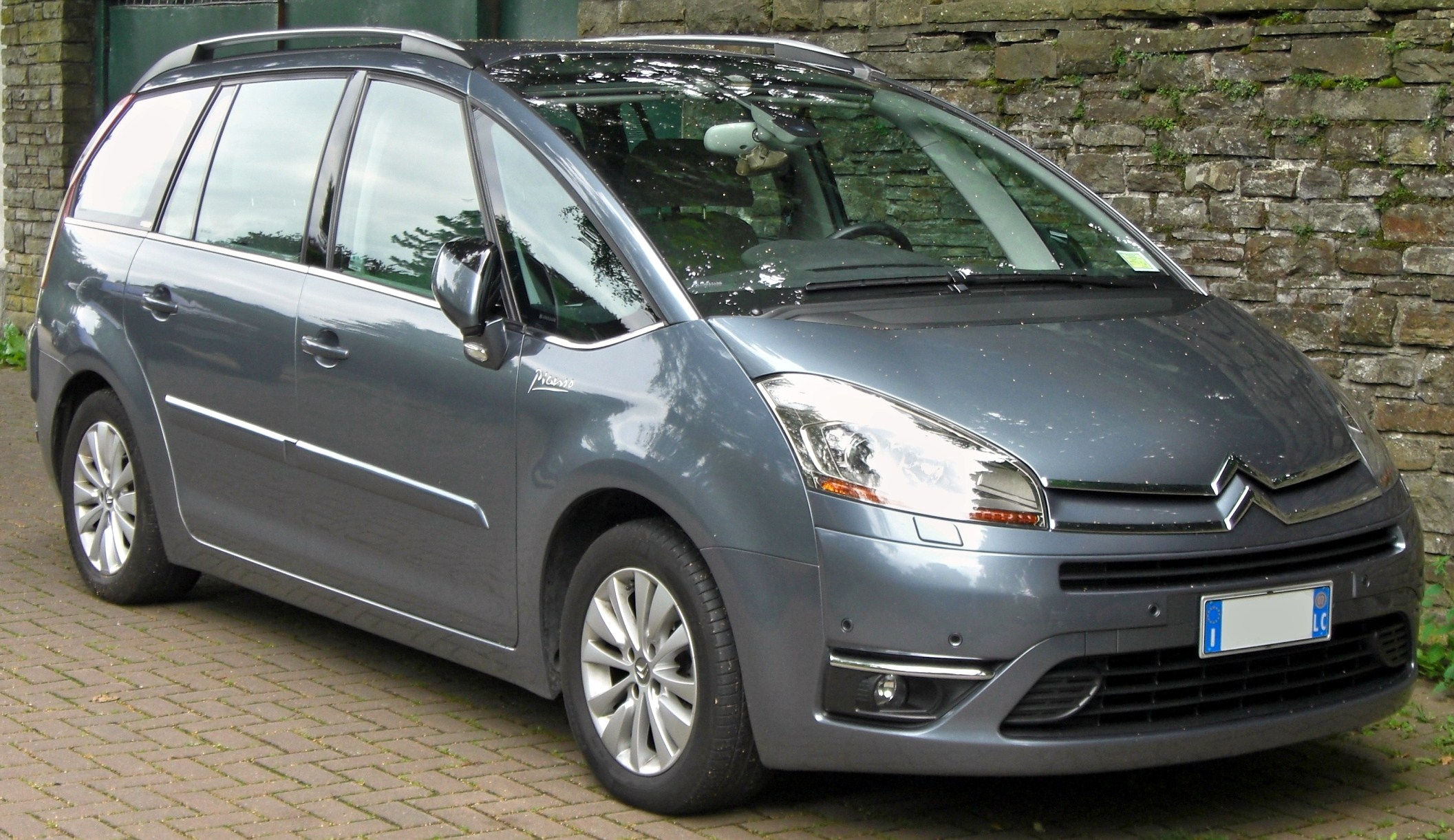
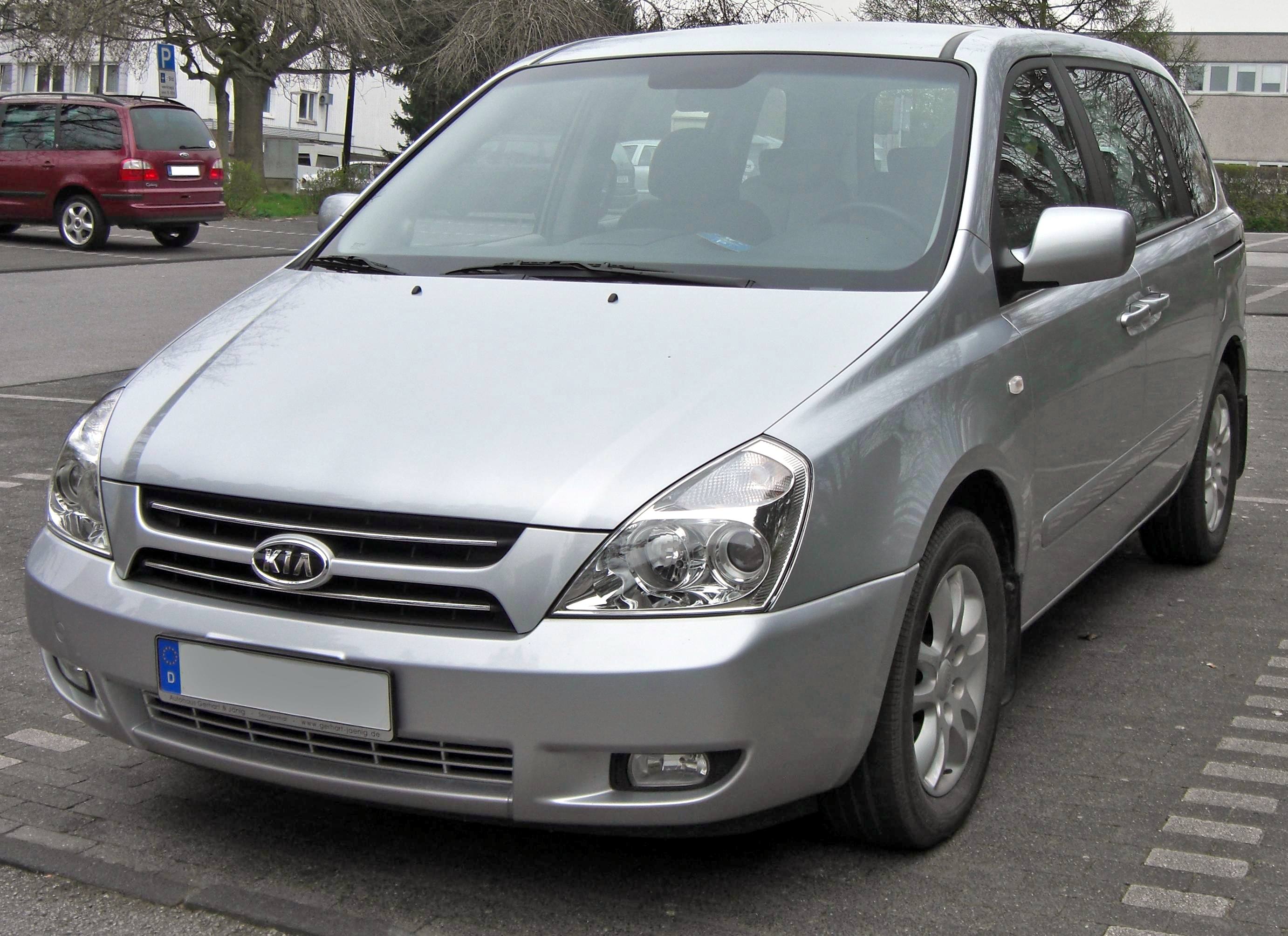
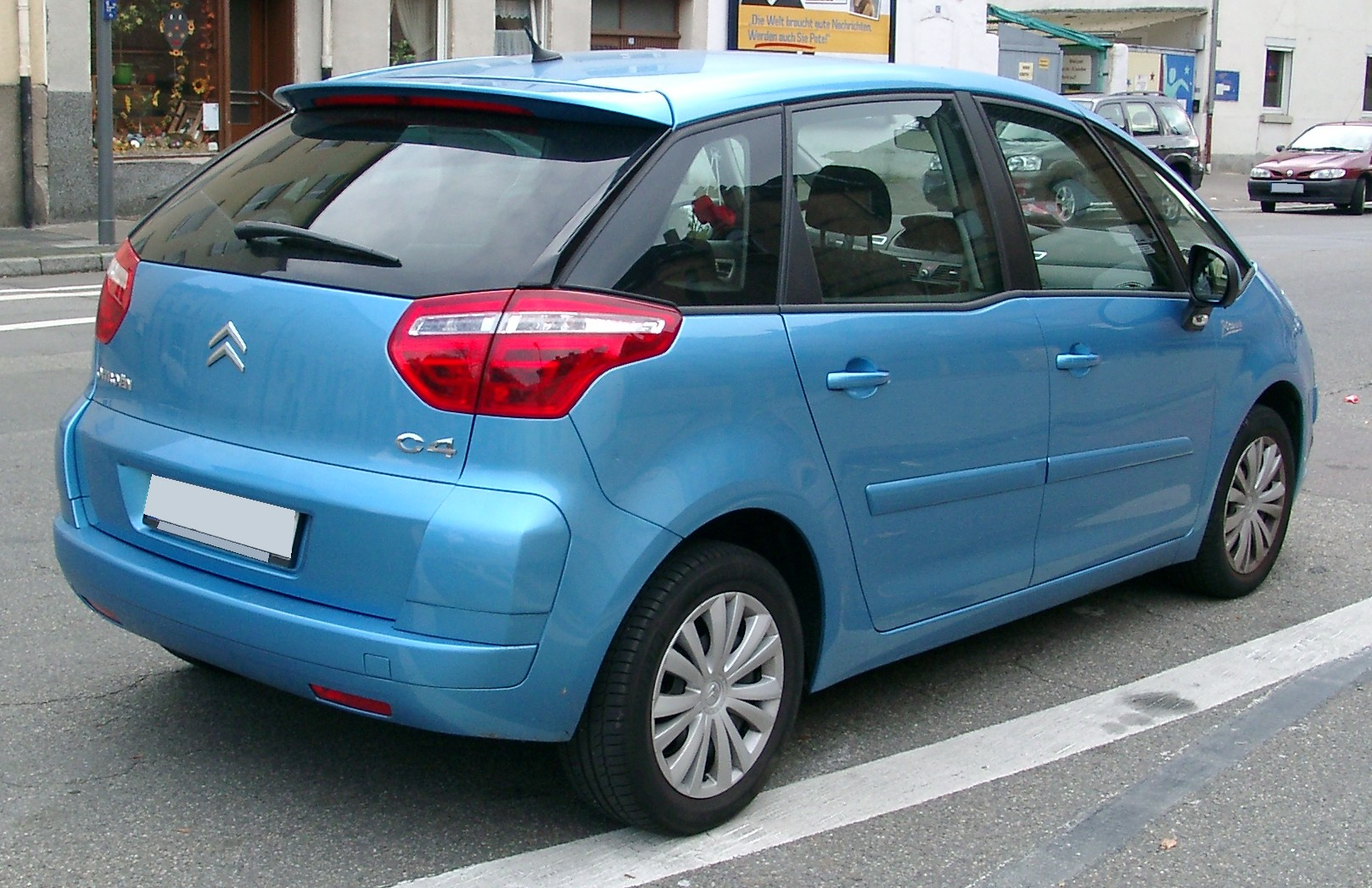
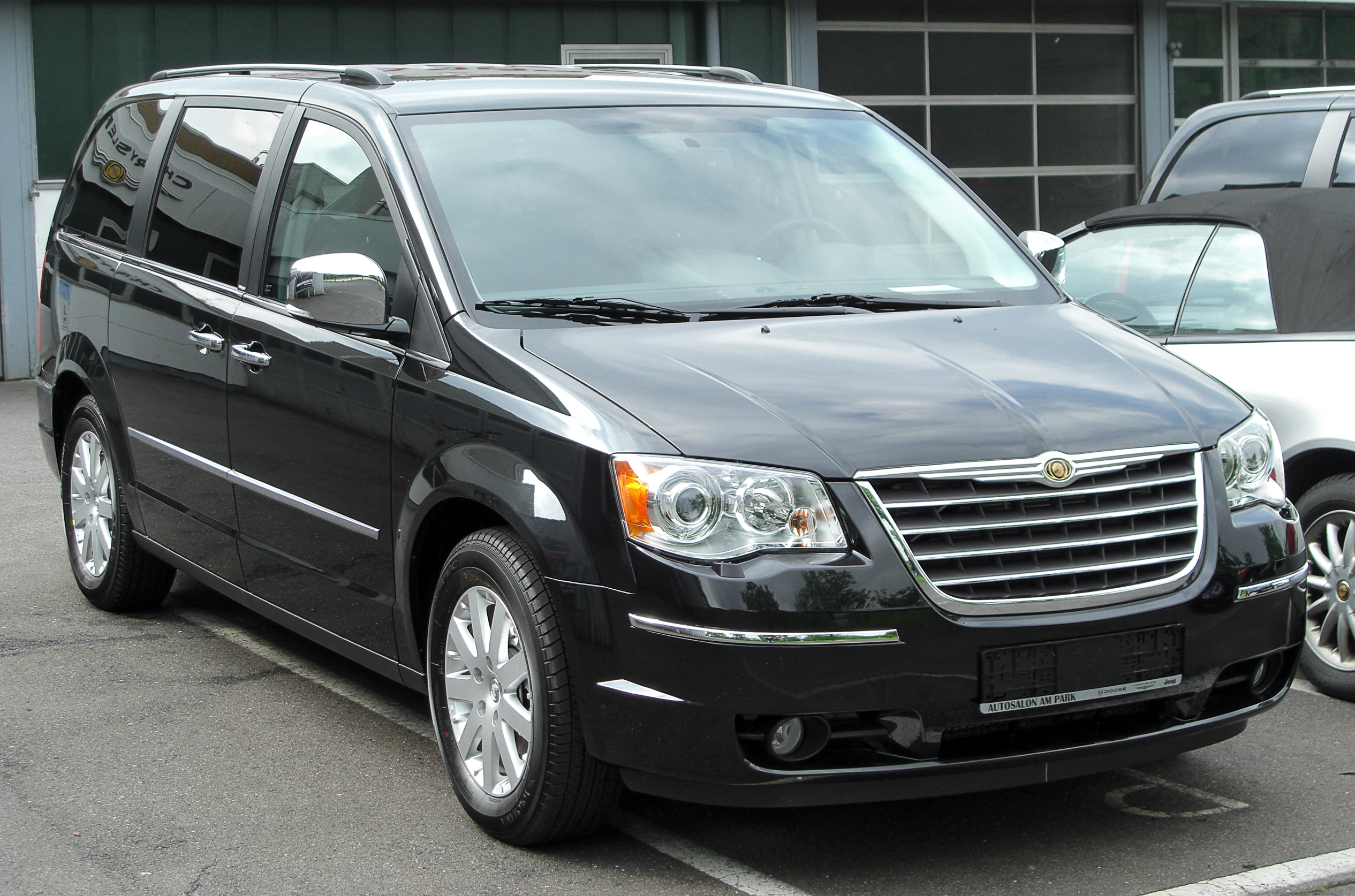
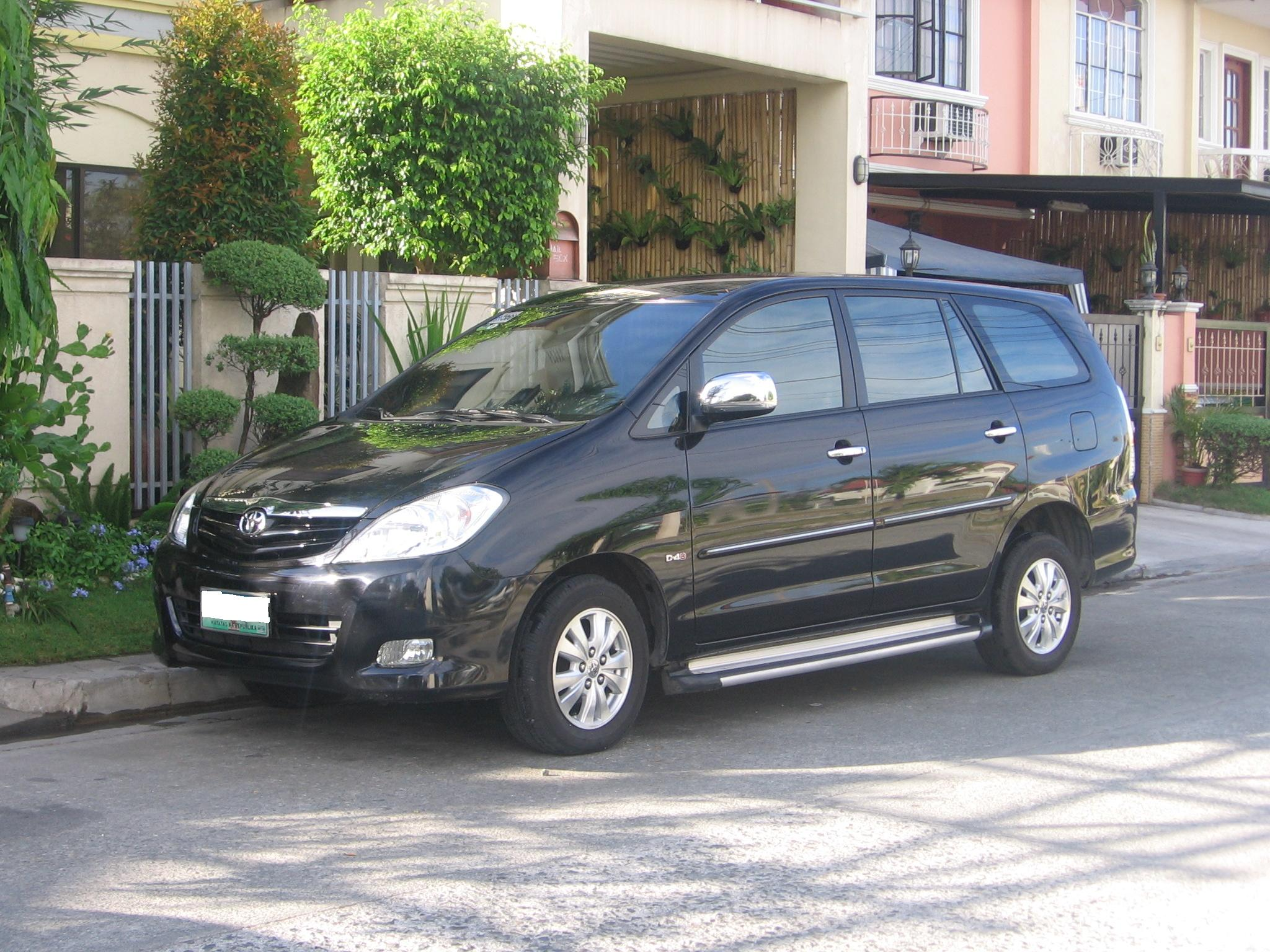
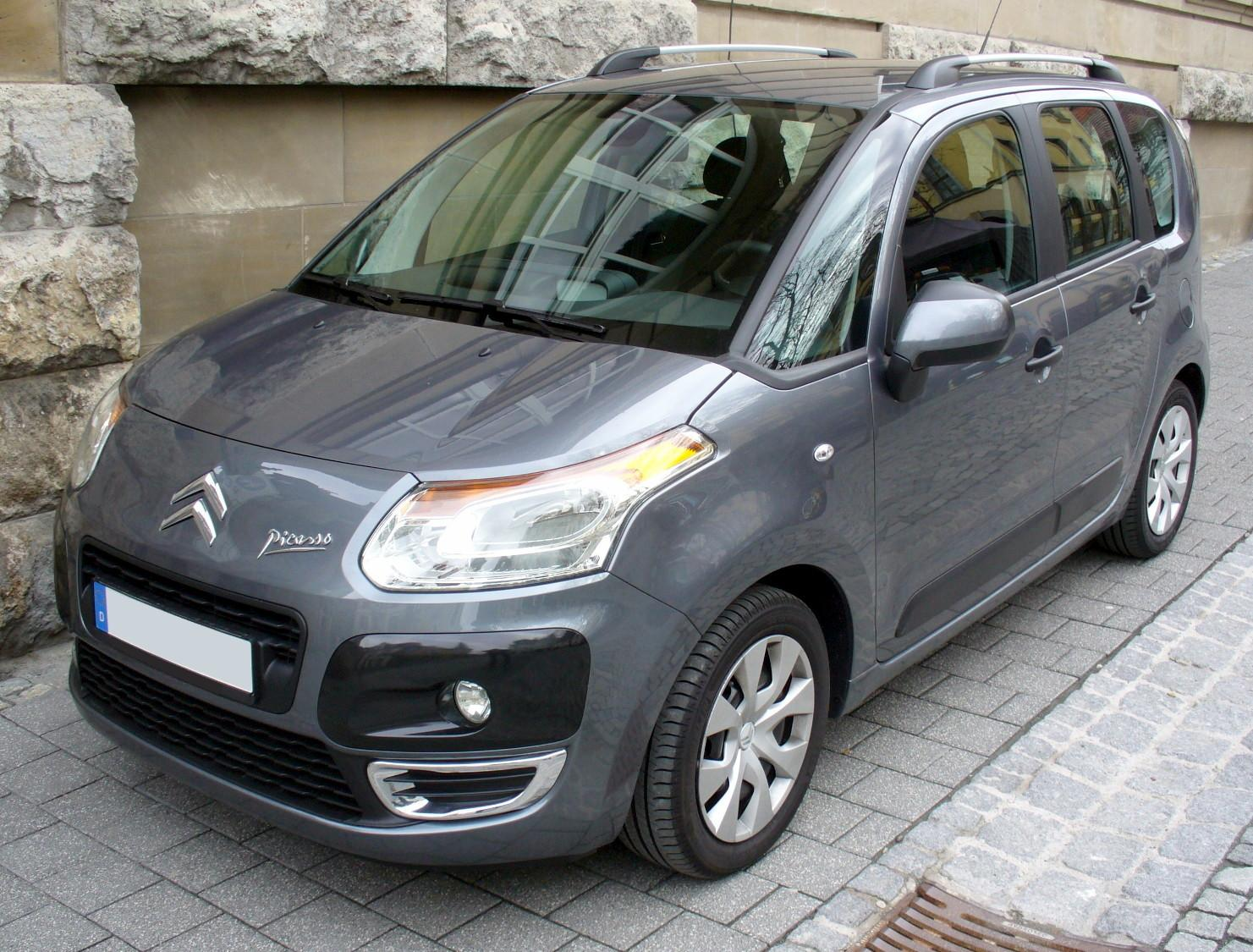
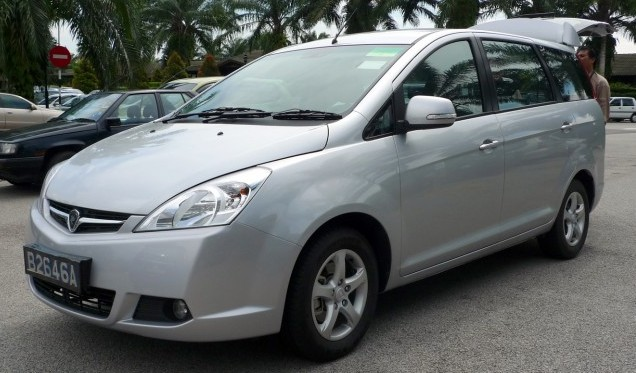
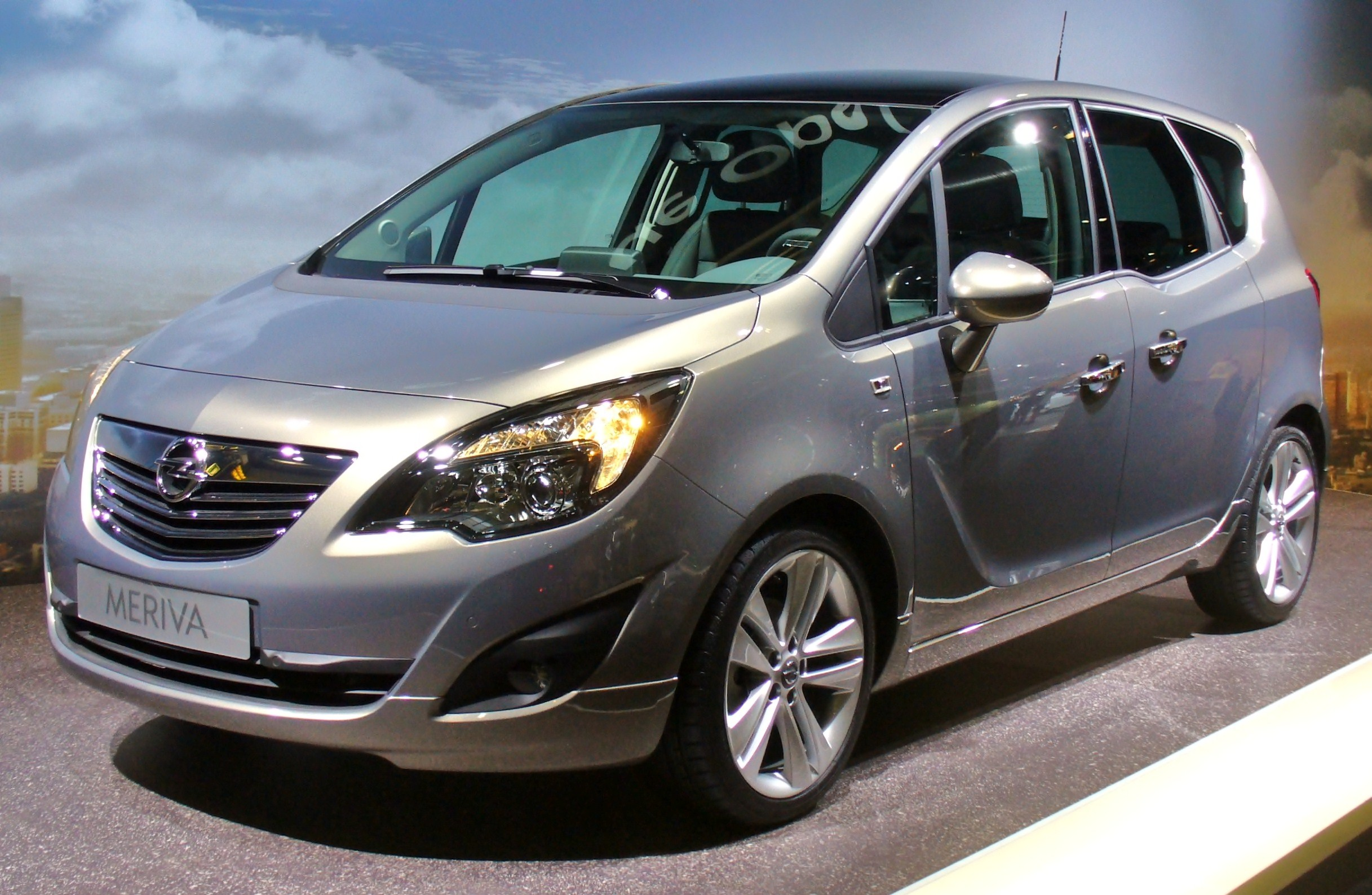
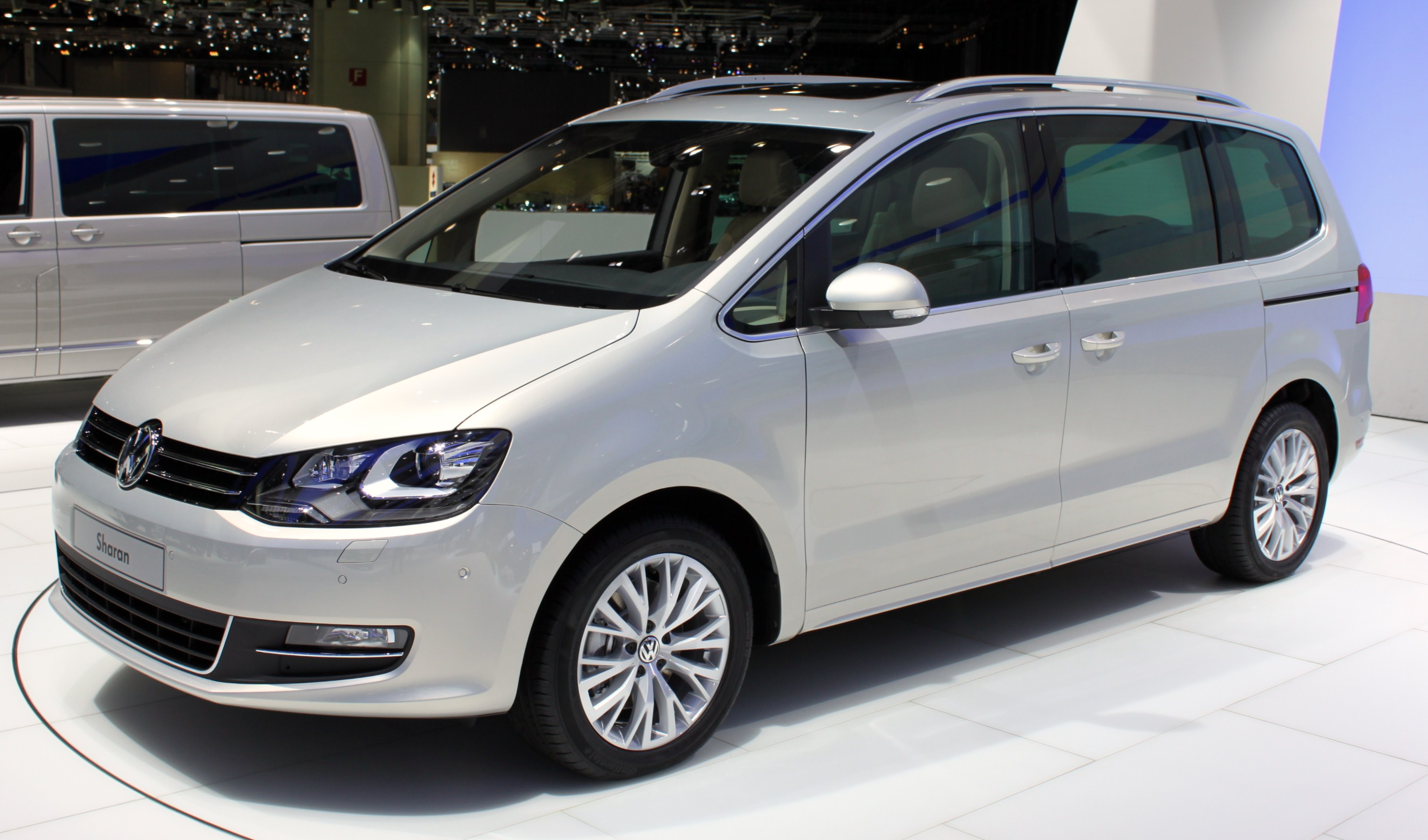
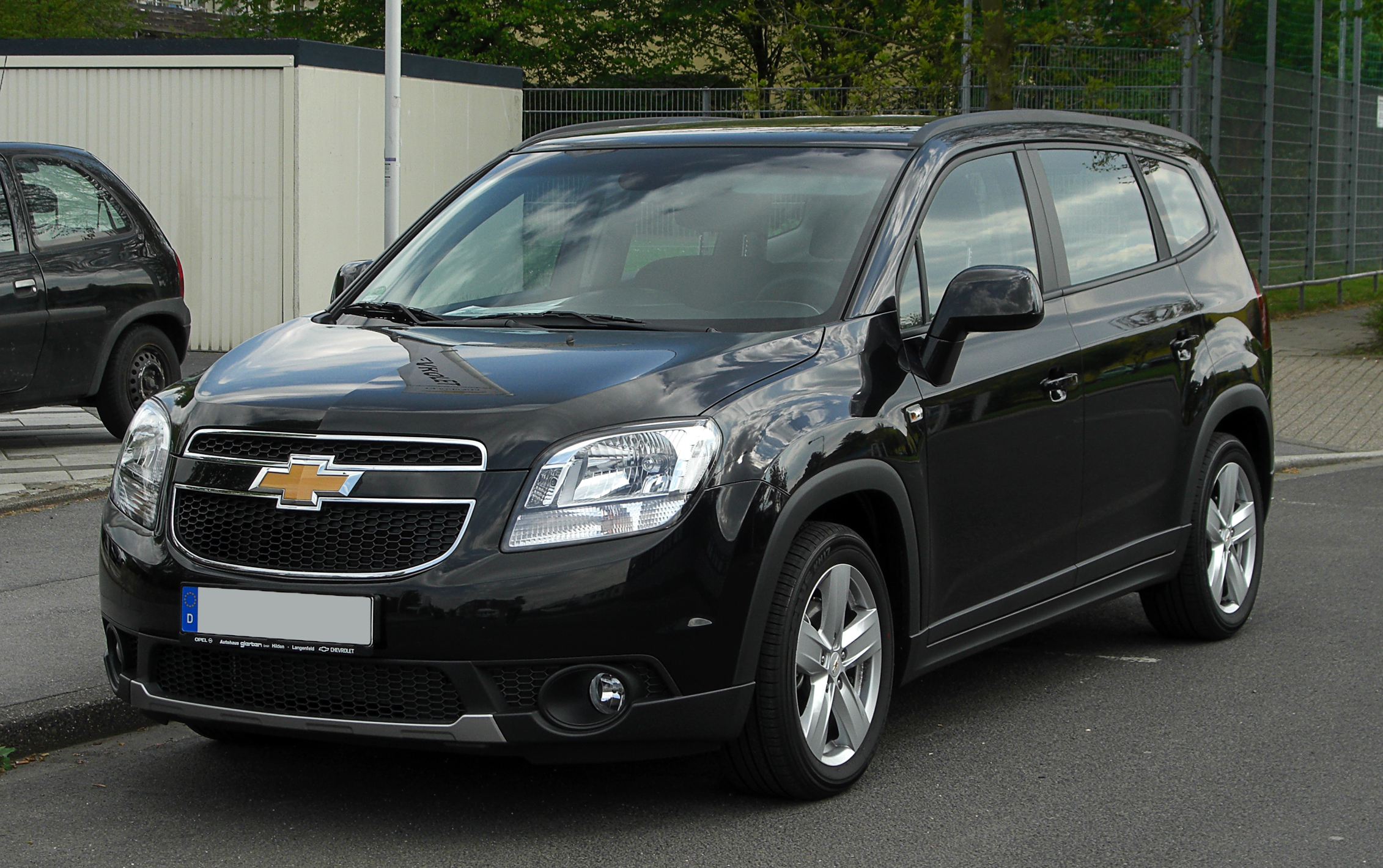
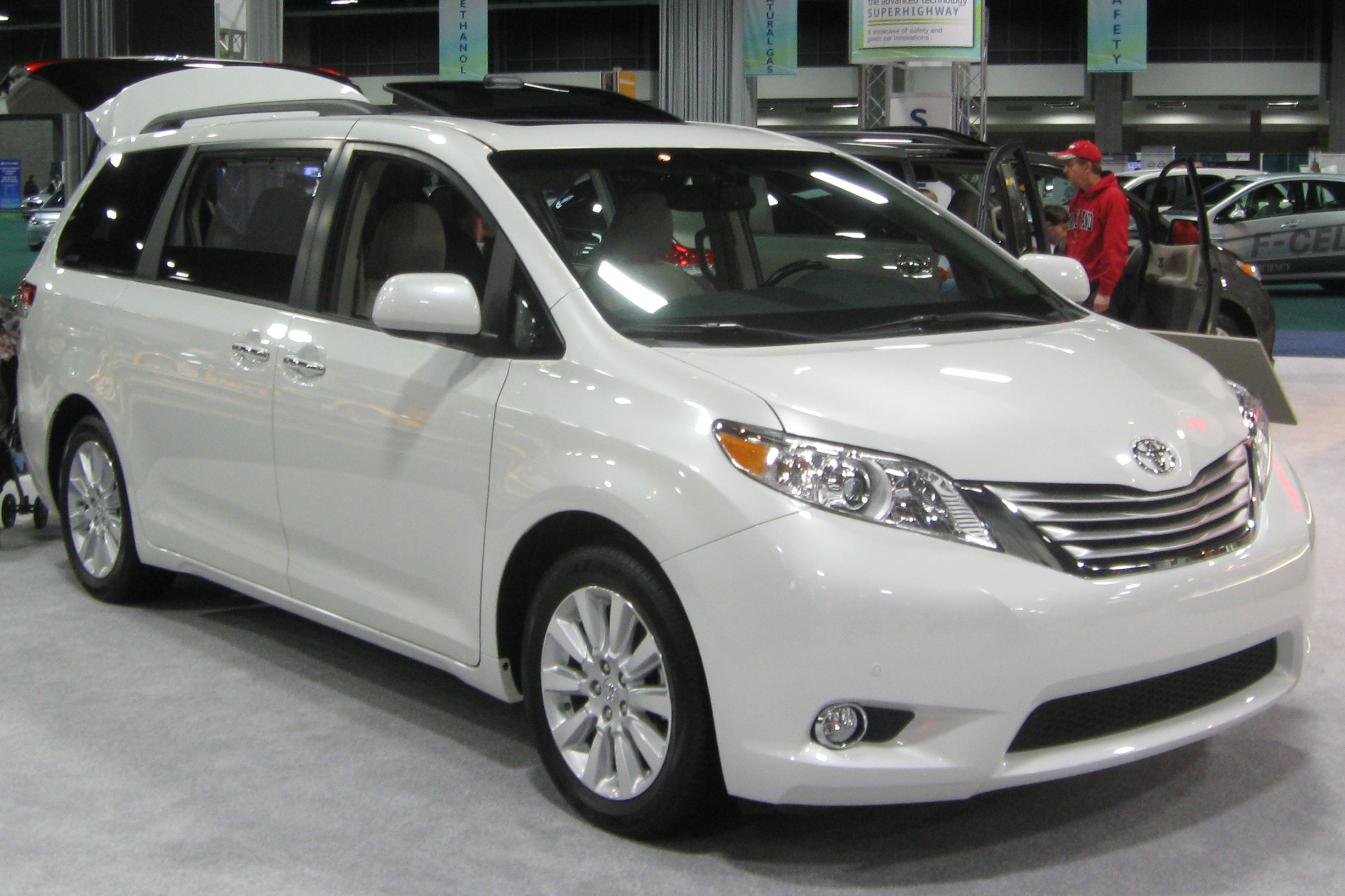
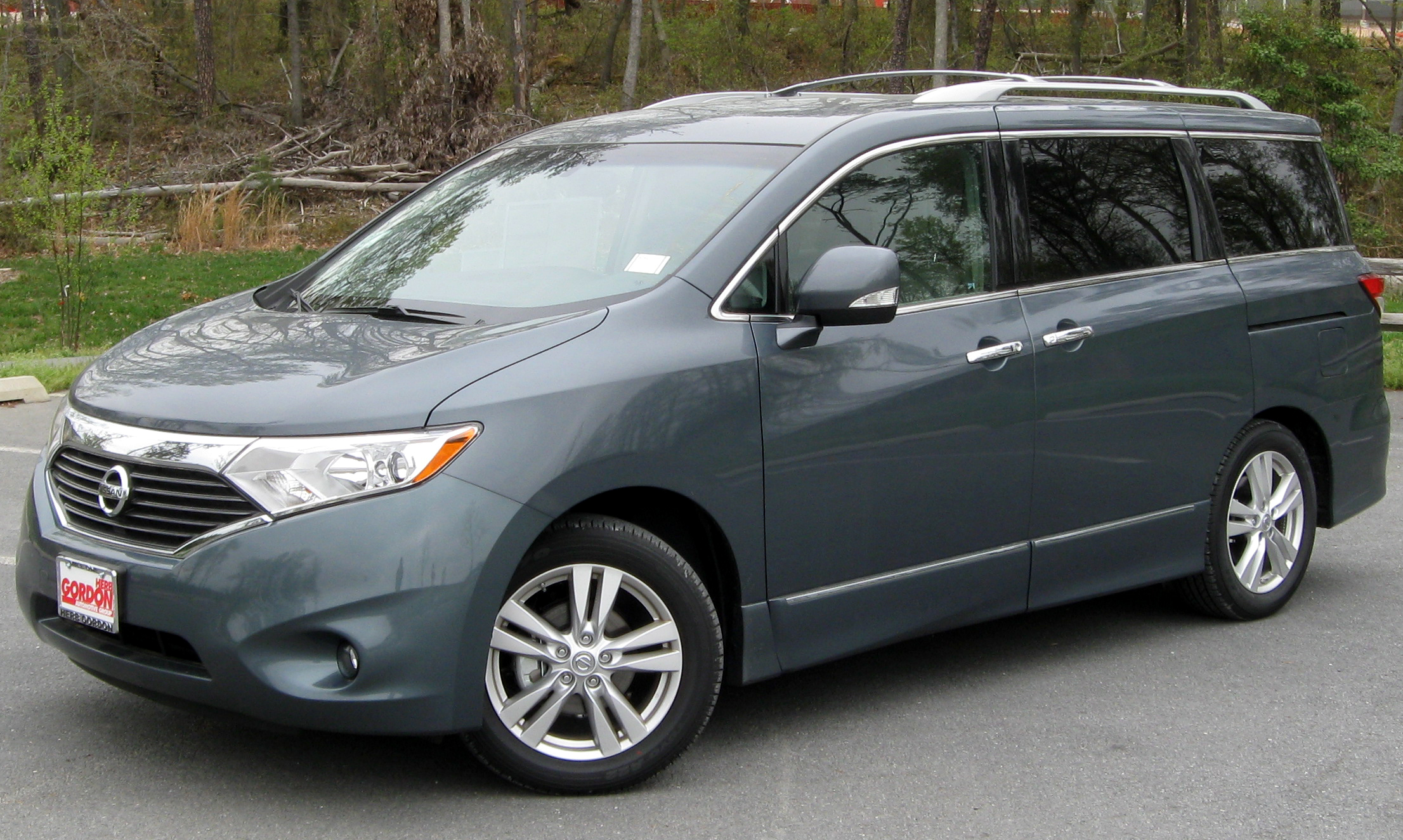